# Jules Gersie
Jules Gersie (Paramaribo, 13 oktober 1917 - aldaar, 23 september 2005) was een Surinaams voetbalcoach.

## Carrière
Jules Gersie was van 1952 tot 1957 coach van SV Robinhood in de Surinaamse Hoofdklasse.
In 1952 eindigde hij met SV Robinhood in de competitie na SV Transvaal en het jaar erop als eerste, evenals de drie daarop volgende jaren. Hij werd opgevolgd door Humphrey Mac Nac.